# Dipoena buccalis
Dipoena buccalis là một loài nhện trong họ Theridiidae.
Loài này thuộc chi Dipoena. Dipoena buccalis được Eugen von Keyserling miêu tả năm 1886.